# Чаплин, Никита Юрьевич
Никита Юрьевич Чаплин (родился 28 июля 1982, Раменское, Московская область, РСФСР, СССР) — российский общественный и политический деятель, член партии «Единая Россия», депутат (в 2007—2021) и заместитель председателя (в 2013—2021) Московской областной думы. Президент Российского союза студентов. С 2021 года — депутат Государственной думы VIII созыва от Московской области.

## Биография
Никита Чаплин родился в 1982 году в городе Раменское Московской области. В 2004 году он стал президентом Российского союза студентов, окончил юридический факультет Московского университета. С 1999 года работал в ряде юридических фирм. В 2007, 2011 и 2016 годах избирался в Московскую областную думу. В 2013—2016 годах был заместителем спикера думы, а 2016—2021 — первым заместителем. Победил на выборах по одномандатному округу в Государственную думу VIII созыва в 2021 году и стал депутатом от Московской области.
В 2020 году Чаплин защитил кандидатскую диссертацию по юриспруденции. Из-за вторжения России на Украину он находится под санкциями Евросоюза, США, Великобритании и ряда других стран.

## Награды и звания
- 2016 — Медаль ордена «За заслуги перед Отечеством» II степени
- 2021 год — Медаль ордена «За заслуги перед Отечеством» I степени[1]
- 2021 год — медаль Святителя Василия Рязанского I степени[1]
- 2022 год — Орден Преподобного Серафима Саровского III степени[4]
- Почётный гражданин Городского округа Коломна Московской области[5].